# Zapala Airport
Zapala Airport är en flygplats i Argentina.   Den ligger i provinsen Neuquén, i den sydvästra delen av landet, 1 200 km väster om huvudstaden Buenos Aires. Zapala Airport ligger 1 083 meter över havet.
Terrängen runt Zapala Airport är platt norrut, men söderut är den kuperad. Närmaste större samhälle är Zapala, 9,9 km nordost om Zapala Airport. 
Omgivningarna runt Zapala Airport är i huvudsak ett öppet busklandskap. Runt Zapala Airport är det mycket glesbefolkat, med 7 invånare per kvadratkilometer.